# 7-й смешанный авиационный корпус
7-й смешанный авиационный корпус (7-й сак) — соединение Военно-Воздушных сил (ВВС) Вооружённых Сил РККА, принимавшее участие в боевых действиях Великой Отечественной войны.

## Наименования корпуса
- 7-й смешанный авиационный корпус;
- 4-й бомбардировочный авиационный корпус
- 4-й бомбардировочный авиационный Львовский корпус;
- 4-й бомбардировочный авиационный Львовский Краснознамённый корпус;
- 4-й бомбардировочный авиационный Львовский Краснознамённый ордена Суворова корпус.

## История и боевой путь корпуса
7-й смешанный авиационный корпус сформирован 5 апреля 1943 года в Москве постановлением Государственного комитета обороны № ГКО-2880сс от 13 февраля 1943 года. После сформирования укомплектования 13 апреля 1943 года штаб корпуса прибыл к месту базирования на Кантемировский аэроузел и поступил в распоряжение 17-й воздушной армии. 5 мая 1943 года корпус передан в распоряжение 5-й воздушной армии.

5. Смешанный авиакорпус № 7 сформировать к 5 апреля 1943 г. В состав авиакорпуса включить: 202 бомбардировочную авиадивизию Пе-2, состоящую в резерве Ставки и 235 истребительную авиадивизию Ла-5, состоящую в резерве Ставки.

Формирование авиакорпуса провести в районе г. Старобельск.Командиром смешанного авиакорпуса № 7 утвердить полковника Архангельского П. П.— Постановление № ГКО-2880сс от 13 февраля 1943 года
Первоначальный состав корпуса:

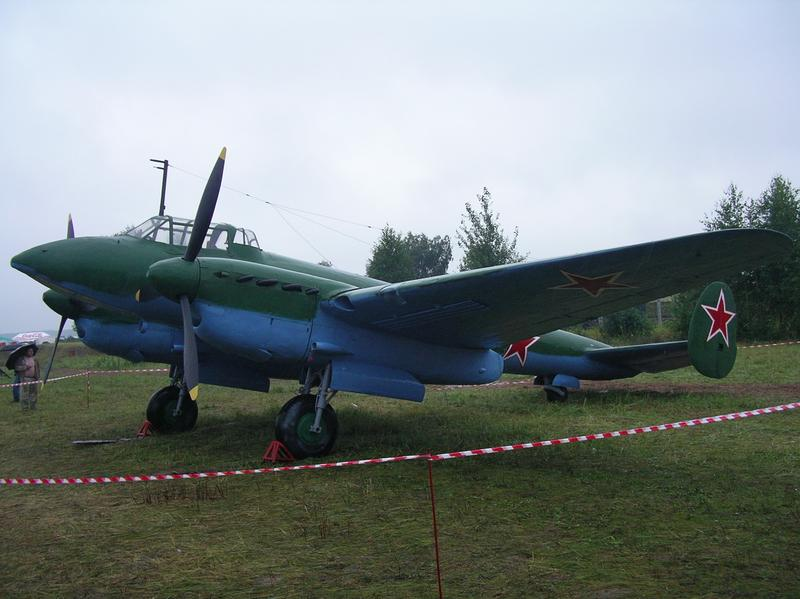
Основной самолёт корпуса Пе-2

- 202-я бомбардировочная авиационная дивизия:
  - 18-й бомбардировочный авиационный полк;
  - 36-й гвардейский бомбардировочный авиационный полк;
  - 797-й бомбардировочный авиационный полк;
- 235-я истребительная авиационная дивизия:
  - 3-й гвардейский истребительный авиационный полк;
  - 181-й истребительный авиационный полк;
  - 239-й истребительный авиационный полк;
- 421-я эскадрилья связи;
- 292-я отдельная рота связи.

В составе 5-й воздушной армии Степного фронта корпус участвовал в Курской битве.
Приказом НКО СССР от 22 декабря 1943 года № 00147 и директивой Генерального штаба КА от 31.12.1943 г. № ОРГ/10/8148 7-й смешанный авиационный корпус Резерва Ставки Верховного Главнокомандования Красной Армии переименован в 4-й бомбардировочный авиационный корпус Резерва Ставки Верховного Главнокомандования Красной Армии с включением в состав корпуса: 
- 219-й бомбардировочной авиационной дивизии (6-й, 35-й и 38-й бомбардировочные авиационные полки) с базированием на аэродромах Дягилево - Третьяково, управление дивизии - Дягилево,
- 188-й бомбардировочной авиационной дивизии (367-й, 373-й и 650-й бомбардировочные авиационные полки) с базированием на аэродромах Малино - Степыгино, управление дивизии - Малино.

В составе действующей армии корпус находился c 9 июля 1943 года по 15 августа 1943 года, всего 38 дней.

## Командование

### Командир корпуса
- полковник Архангельский Пётр Петрович[5] — с 13 февраля 1943 года по 17 марта 1943 года
- Генерал-майор авиации Архангельский Пётр Петрович[5] — с 17 марта 1943 года по 31 декабря 1943 года

### Военный комиссар, заместитель командира по политической части
полковник М. Г. Баранов — с 15.2.1943 г.

### Начальник штаба
полковник Еремеев — с 15.2.1943 г.

## В составе объединений
| Объединение                                                                           | Период                  |
| ------------------------------------------------------------------------------------- | ----------------------- |
| 17-я воздушная армия тыловая полоса Юго-Западный фронт                                | 05.03.1943 — 30.03.1943 |
| 5-я воздушная армия Резерва Верховного Главного Командования Степного Военного Округа | 30.03.1943 — 09.07.1943 |
| 5-я воздушная армия Степной фронт                                                     | 09.07.1943 — 15.08.1943 |
| Резерв Верховного Главного Командования Степного Военного Округа                      | 15.08.1943 — 31.12.1943 |

## Соединения, части и отдельные подразделения корпуса
| - 235-я истребительная Сталинградская авиационная дивизия - 3-й гвардейский истребительный Ростов-Донский Краснознамённый авиационный полк - 180-й гвардейский истребительный Сталинградский Краснознамённый авиационный полк - 181-й гвардейский истребительный Сталинградский авиационный полк - 202-я бомбардировочная авиационная дивизия - 36-й гвардейский бомбардировочный авиационный полк - 18-й бомбардировочный авиационный полк - 39-й бомбардировочный авиационный полк (c 04.04.1943 г. — 39-й отдельный разведывательный авиационный полк) - 797-й бомбардировочный авиационный полк - 421-я отдельная авиационная эскадрилья связи - 292-я отдельная рота связи - 89-й отдельный взвод земного обеспечения самолётовождения - 28-й отдельный взвод аэрофотослужбы - 2698-я военно-почтовая станция |

| - 202-я бомбардировочная авиационная дивизия - 36-й гвардейский бомбардировочный авиационный полк - 18-й бомбардировочный авиационный полк - 39-й бомбардировочный авиационный полк (c 04.04.1943 г. — 39-й отдельный разведывательный авиационный полк) - 797-й бомбардировочный авиационный полк - 287-я истребительная авиационная дивизия - 4-й истребительный Краснознамённый авиационный полк - 148-й истребительный Режицкий авиационный полк - 293-й истребительный авиационный полк - 421-я отдельная авиационная эскадрилья связи - 292-я отдельная рота связи - 89-й отдельный взвод земного обеспечения самолётовождения - 28-й отдельный взвод аэрофотослужбы - 2698-я военно-почтовая станция |

| - 321-я бомбардировочная авиационная дивизия - 22-й гвардейский ночной бомбардировочный Красноярский ордена Суворова авиационный полк - 421-я отдельная авиационная эскадрилья связи - 292-я отдельная рота связи - 89-й отдельный взвод земного обеспечения самолётовождения - 28-й отдельный взвод аэрофотослужбы - 2698-я военно-почтовая станция |

| - 321-я бомбардировочная авиационная дивизия - 22-й гвардейский ночной бомбардировочный Красноярский ордена Суворова авиационный полк - 218-я бомбардировочная авиационная дивизия - 46-й гвардейский ночной бомбардировочный Таманский Краснознамённый ордена Суворова авиационный полк - 889-й ночной легкобомбардировочный Новороссийский ордена Кутузова авиационный полк - 421-я отдельная авиационная эскадрилья связи - 292-я отдельная рота связи - 89-й отдельный взвод земного обеспечения самолётовождения - 28-й отдельный взвод аэрофотослужбы - 2698-я военно-почтовая станция |

| - 321-я бомбардировочная авиационная дивизия - 22-й гвардейский ночной бомбардировочный Красноярский ордена Суворова авиационный полк - 218-я бомбардировочная авиационная дивизия - 46-й гвардейский ночной бомбардировочный Таманский Краснознамённый ордена Суворова авиационный полк - 889-й ночной легкобомбардировочный Новороссийский ордена Кутузова авиационный полк - 113-я бомбардировочная Ленинградская Краснознамённая авиационная дивизия - 6-й дальнебомбардировочный Берлинский ордена Кутузова авиационный полк - 815-й дальнебомбардировочный Нарвский ордена Суворова авиационный полк - 836-й дальнебомбардировочный авиационный полк - 840-й дальнебомбардировочный авиационный полк - 421-я отдельная авиационная эскадрилья связи - 292-я отдельная рота связи - 89-й отдельный взвод земного обеспечения самолётовождения - 28-й отдельный взвод аэрофотослужбы - 2698-я военно-почтовая станция |

| - 321-я бомбардировочная авиационная дивизия - 22-й гвардейский ночной бомбардировочный Красноярский ордена Суворова авиационный полк - 218-я бомбардировочная авиационная дивизия - 46-й гвардейский ночной бомбардировочный Таманский Краснознамённый ордена Суворова авиационный полк - 889-й ночной легкобомбардировочный Новороссийский ордена Кутузова авиационный полк - 421-я отдельная авиационная эскадрилья связи - 292-я отдельная рота связи - 89-й отдельный взвод земного обеспечения самолётовождения - 28-й отдельный взвод аэрофотослужбы - 2698-я военно-почтовая станция |

## Участие в операциях и битвах
- Курская битва[5] — с 5 июля 1943 года по 23 июля 1943 года
- Белгородско-Харьковская операция «Румянцев»[5] — с 3 августа 1943 года по 15 августа 1943 года.

## Почётные наименования
- 202-й бомбардировочной авиационной дивизии по ходатайству трудящихся Татарской АССР Приказом НКО № 179 от 19 апреля 1943 года присвоено имя Верховного совета Татарской АССР.
- 202-й бомбардировочной авиационной дивизии имени Верховного совета Татарской АССР Приказом НКО № 207 от 4 мая 1943 года присвоено почетное наименование «Средне-Донская»[7].
- 235-й истребительной авиационной дивизии приказом присвоено почётное наименование «Сталинградская»[7].
- 3-му гвардейскому истребительному авиационному полку присвоено почётное наименование «Ростов-Донской»[7].
- 181-му истребительному авиационному полку присвоено почётное наименование «Сталинградский»[7].
- 239-му истребительному авиационному полку присвоено почётное наименование «Сталинградский»[7].

## Награды
- 202-я бомбардировочная авиационная Средне-Донская дивизия имени Верховного совета Татарской АССР за образцовое выполнение заданий командования на фронте борьбы с немецкими захватчиками и проявленные при этом доблесть и мужество Указом Президиума Верховного Совета СССР от 6 ноября 1943 года награждена орденом Красного Знамени[8].